# Calle del Agua (Villafranca del Bierzo)

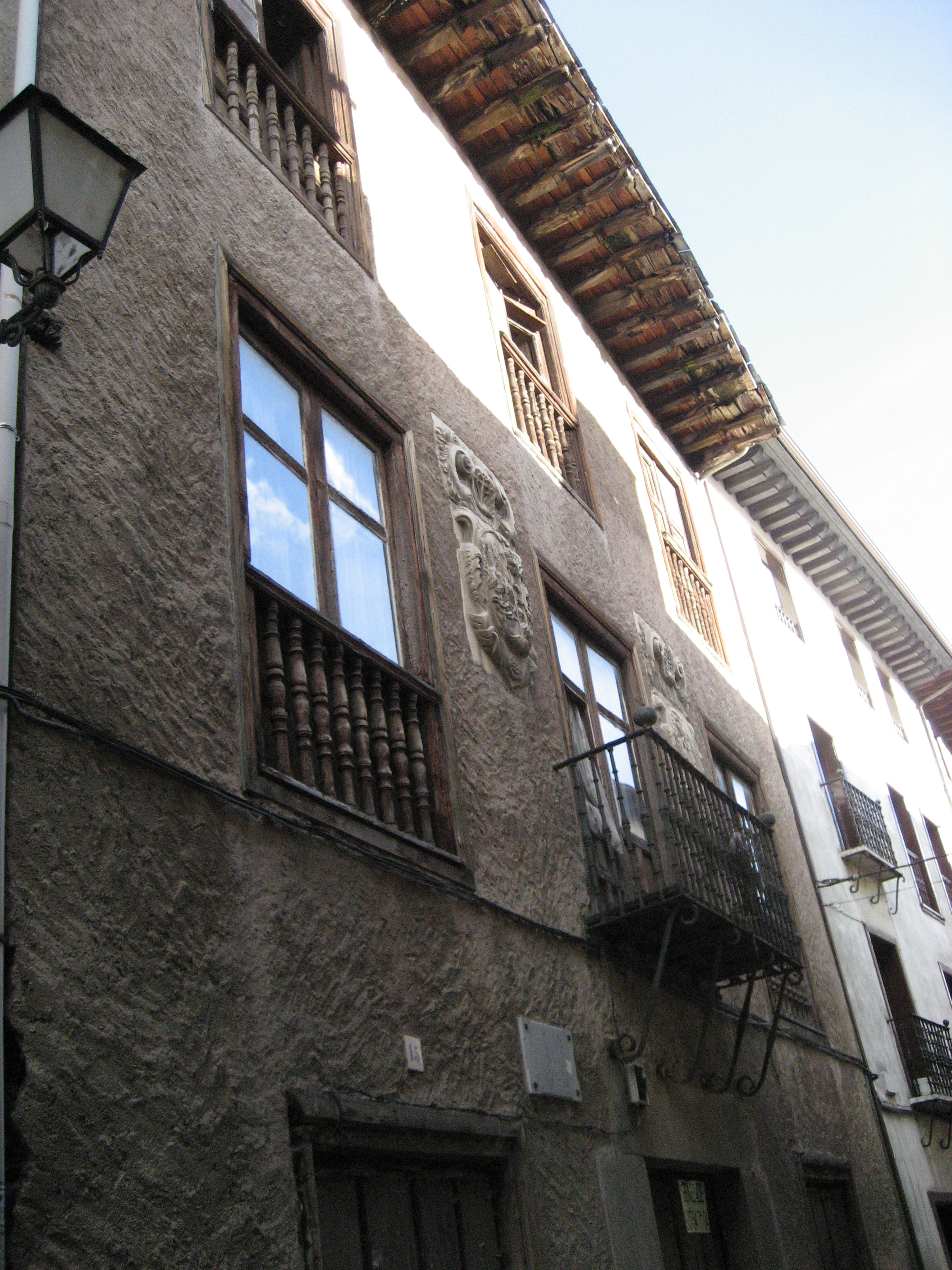
Casa natal de Enrique Gil y Carrasco.

La calle del Agua es la arteria principal de Villafranca del Bierzo, municipio de la comarca de El Bierzo (León, Comunidad Autónoma de Castilla y León, España). En ella se encuentran diversos palacios y casas blasonadas. Entre las que destacan el Palacio de los Álvarez de Toledo (siglo XVII), El Palacio de Torquemada (siglo XVII) y la pequeña casa morisca del siglo XV que está a su izquierda. En esta calle también nos encontramos con el Convento e Iglesia de San José y la Capilla de Omaña que en su día pertenecía a un palacio que ardió el pasado siglo. También se  ha de destacar la casa natal del escritor Enrique Gil y Carrasco.
- Datos: Q5740973